# Cetiosauriscus
Cetiosauriscus ('llangardaix semblant a una balena') és un gènere de dinosaures sauròpode diplodòcid, que va viure a mitjan període Juràssic, fa aproximadament 162 milions d'anys, en el Callovià, en el que és avui Europa. Cetiosauriscus va ser un dinosaure herbívor gegant de coll llarg. Un sauròpode de gran grandària, de 15 metres de llarg i 9 tones. Va viure en l'Anglaterra del Juràssic mitjà que de moment eren solament illes i era poc comúnes els grans dinosaures llavors. Cetiosauriscus va ser presa de grans depredadores com megalosaure i Eustreptospondylus.